# Sympathique (je ne veux pas travailler)
Pour les articles homonymes, voir Sympathique.
Singles de Pink Martini
Amado mio
(1999)
Pistes de Sympathique
No hay problema Que Sera, Sera
Sympathique (je ne veux pas travailler) est une chanson en français du groupe américain Pink Martini, inspirée d'un court poème de Guillaume Apollinaire, qui figure sur leur album Sympathique publié en 1999, interprétée par la chanteuse du groupe, China Forbes. Elle est sortie en 1999 comme premier single de l'album. Elle est nommée dans la catégorie « chanson de l'année » aux Victoire de la musique 2000.
Écrite par China Forbes et composée par Thomas M. Lauderdale, la chanson commence par les deux premiers vers d'un poème d'Apollinaire.
Elle a acquis une certaine notoriété en figurant dans une publicité filmée de Citroën et fait l'objet de très nombreuses reprises.

## Poème
Le bref poème d'Apollinaire s'intitule « Hôtel » (publié en 1952 dans le recueil posthume de poèmes inédits Le Guetteur mélancolique) et a été écrit en 1913 :
« Ma chambre a la forme d’une cage
Le soleil passe son bras par la fenêtre
Mais moi qui veux fumer pour faire des mirages
J’allume au feu du jour ma cigarette
Je ne veux pas travailler je veux fumer »
Ce poème avait déjà été mis en musique par Francis Poulenc dans le cycle intitulé Banalités.
Le groupe américain pensait que le poème faisait partie du domaine public. Or ce n'était pas le cas mais les ayants droit ont salué la chanson et n'ont demandé aucune compensation.

## Accueil commercial
L'album entier, et particulièrement cette chanson, rencontre un grand succès avec 650 000 exemplaires vendus et notamment un double disque d'or en France[réf. nécessaire]. Sympathique (je ne veux pas travailler) est nommée dans la catégorie « chanson de l'année » aux Victoires de la musique de 2000.
Son succès en France fut accentué par son utilisation dans une publicité pour la Xsara Picasso de la marque automobile française Citroën. Reprenant des théories développées par le sociologue français Roland Barthes dans le recueil Mythologies, les universitaires anglais Ben Taylor et Steve Jones considèrent la communication faite autour de ce modèle comme un moyen de faire oublier l'origine de l'objet, issu du monde de la production industrielle, et rapprocher dans l'esprit du client technologie et nature. Selon les chercheurs anglais, ce type de marketing tend à associer la production automobile à une forme de « génie artistique et d'individualisme », ce à quoi participe la chanson qui met en avant les vertus du repos,.

## Une «vieille chanson française»?
Le style de la chanson s'inspire de la chanson française de l'entre-deux-guerres. À ce titre, elle est souvent faussement considérée comme datant de cette époque (faussement attribuée à Édith Piaf ou encore Joséphine Baker). Le journaliste Bertrand Dicale résume ainsi la situation : « C'est la première fois de l'histoire que des Américains nous vendent une chanson française ! ».
Elle est parfois utilisée, dans la culture populaire et en littérature, comme symbole de Paris, et plus généralement des clichés sur la France, sa supposée douceur de vivre, sa supposée nonchalance. Puisque bénéficiant du rayonnement international d'un groupe de musique américain, les universitaires en français langue étrangère incitent les professeurs à travers le monde à travailler à partir de cette chanson.
De même, en France, le titre a été repris par des grévistes contre la réforme de la durée de la semaine de travail[Quand ?][réf. nécessaire].

## Liste des titres
| 1. | Sympathique (je ne veux pas travailler) | 2:47 |
| 2. | No hay problema                         | 6:09 |

## Crédits
- China Forbes – chant, paroles
- Thomas M. Lauderdale – piano, musique
- Gavin Bondy – trompette
- Robert Taylor – trombone
- Aaron Meyer – violon
- David Eby – violoncelle
- John Wager – basse
- Dan Faehnle – guitare
- Maureen Love – harpe
- Doug Smith – vibraphone, percussion
- Richard Rothfus – bongos, batterie, percussion
- Brian Davis – congas, timbales, percussion
- Derek Rieth – percussion
- Clark Stiles – ingénieur du son
- Pete Plympton – ingénieur du son
- Bernie Grundman – masterisation

Crédits tirés des notes de la pochette.

## Classements
| Classement (2000)                       | Meilleure position |
| --------------------------------------- | ------------------ |
| Belgique (Wallonie Ultratop 50 Singles) | 3                  |
| Europe (Eurochart Hot 100)              | 58                 |
| France (SNEP)                           | 17                 |

| Classement (2000)            | Position |
| ---------------------------- | -------- |
| Belgique (Wallonie Ultratop) | 36       |
| France (SNEP)                | 80       |

## Reprises
La chanson est reprise par Philippe Katerine et Francis et ses peintres sur l'album 52 reprises dans l'espace sorti en 2011.